# مرصد أبولو
مرصد أبولو هو مرصد فلكي يملكه متحف بونشوفت ديسكوفيري وتديره جمعية وادي ميامي الفلكية في متحف بونشوفت ديسكوفيري. يقع المرصد في الطرف الشمالي الغربي لمتحف بونسوفت ديسكوفيري في مدينة دايتون في ولاية أوهايو ، الولايات المتحدة الأمريكية.ويمكن الوصول إلي المرصد من خلال بهو المتحف وباب جانبي في الزاوية الشمالية الغربية تحت القبة.
سمى المرصد نسبة لبرنامج أبولو بسبب موقعها في محيط مركز بحوث وتطوير سلاح الجو الرئيسي في قاعدة القوات الجوية الأمريكية رايت باترسون .
وقد تم بناء المرصد من قبل متحف بونشوفت ديسكوفيري باستخدام أموال ممنوحة من المؤسسات المحلية وبالمواد المتبرع بها من الشركات المحلية. صمم المبنى الأصلي والمقراب 50 سم (20 بوصة) الموجود في القبة مع جهاز توجيه بواسطة جمعية وادي ميامي الفلكية.